# Biblioteka Narodowa Łotwy

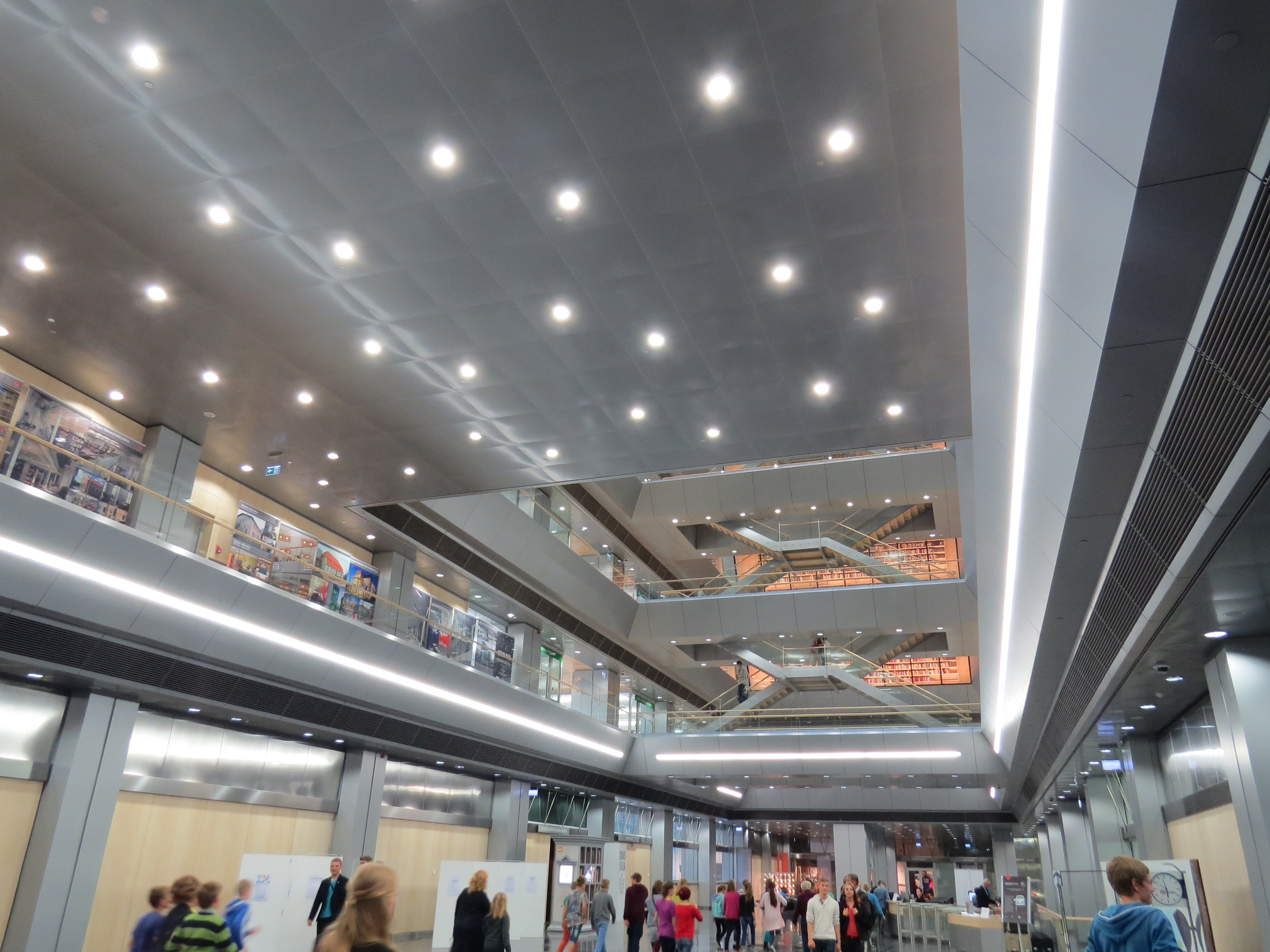
Wnętrze gmachu Biblioteki Narodowej Łotwy

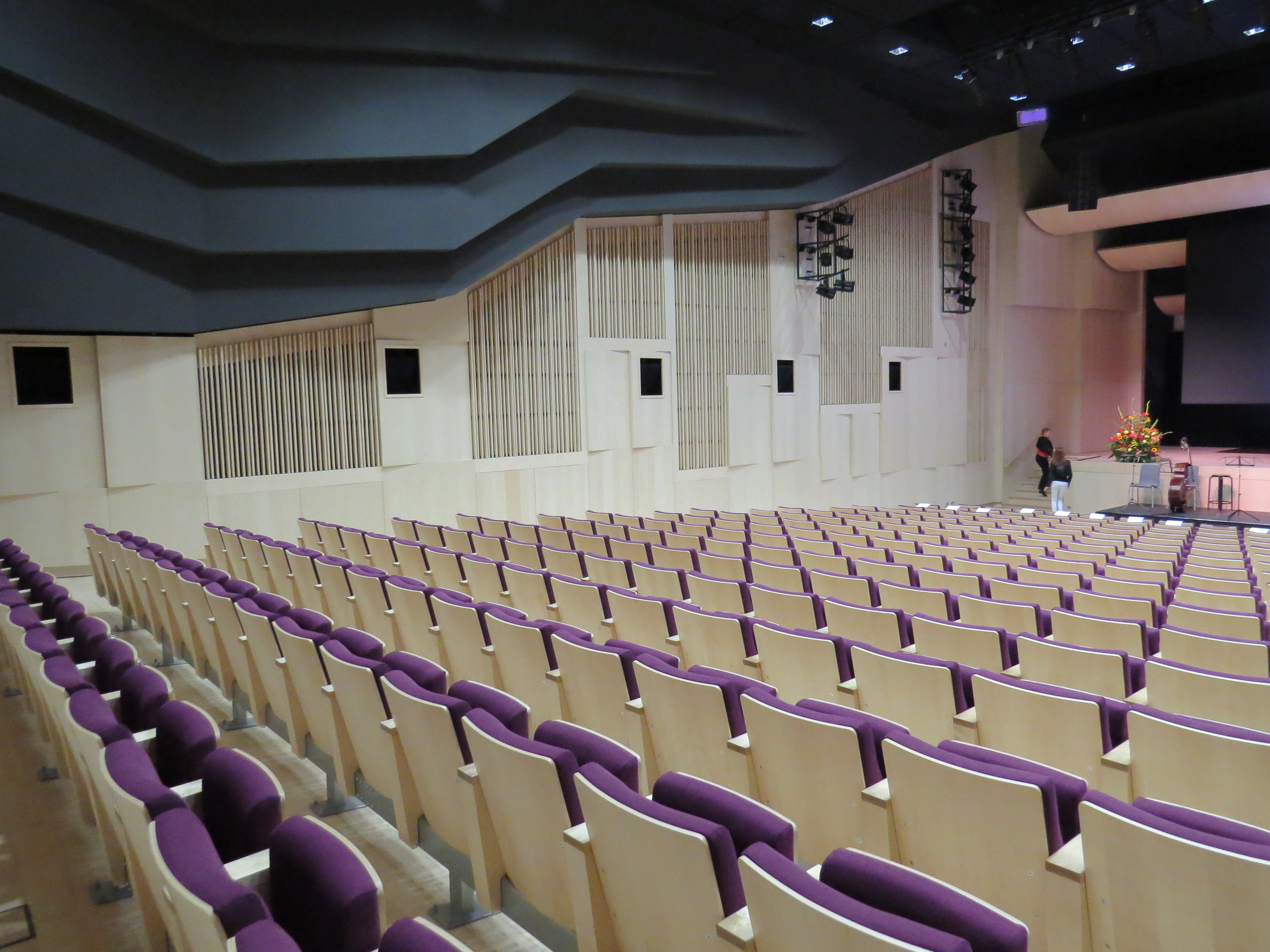
Sala koncertowa w gmachu Biblioteki Narodowej Łotwy

Biblioteka Narodowa Łotwy (łot. Latvijas Nacionālā bibliotēka – LNB) – łotewska biblioteka narodowa z siedzibą w Rydze, narodowa instytucja kultury podlegająca Ministerstwu Kultury, założona jako Państwowa Biblioteka Łotwy w 1919 roku, po włączeniu Łotwy w skład ZSRR, działała jako Biblioteka Łotewskiej Socjalistycznej Republiki Radzieckiej a po odzyskaniu niepodległości, od 1992 roku, funkcjonuje jako Biblioteka Narodowa Łotwy.
Gromadzi książki, periodyki, publikacje elektroniczne i audiowizualne – jej zbiory woluminów obejmują 4,5 miliona egzemplarzy. Ma prawo do otrzymywania egzemplarza obowiązkowego.
Od 2014 roku mieści się w nowoczesnym gmachu nad Dźwiną, zaprojektowanym przez Gunnara Birkertsa.

## Historia
Biblioteka została ustanowiona jako Państwowa Biblioteka Łotwy (łot. Latvijas Valsts Bibliotēka) dekretem rady ministrów Republiki Łotwy z dnia 29 sierpnia 1919 roku. W grudniu 1919 roku uzyskała prawo do otrzymywania dwóch egzemplarzy obowiązkowych.
Pierwszym dyrektorem biblioteki został bibliotekarz, badacz literatury i bibliograf Jānis Misiņš (1862–1945). Misiņš był również nominowany dyrektorem Centralnej Biblioteki Łotwy (Latvijas Centrāla bibliotēka (LCB)) powołanej do życia 3 kwietnia 1919 roku przez komunistyczne władze Łotewskiej Socjalistycznej Republiki Radzieckiej – choć biblioteka ta nigdy nie podjęła działalności z uwagi na zmiany ustrojowo-polityczne, to po włączeniu Łotwy w skład ZSRR, data założenia tej właśnie biblioteki uznawana była za początek Biblioteki Państwowej.
Pierwsze zbiory zostały zgromadzone na bazie pozostałości po bibliotekach rosyjskich, kolekcji rozmaitych organizacji, szkół, sądów i osób prywatnych. Większa część zbiorów pochodziła z biblioteki Gimnazjum Aleksandra w Rydze (ok. 5000), z Seminarium Kościoła Prawosławnego (ok. 18 tys.), ze zbiorów prywatnych rodzin von Pahlen oraz Lieven. W lipcu 1920 roku biblioteka liczyła ok. 250 tys. egzemplarzy. Utworzono wówczas dział bałtycki gromadzący materiały związane z regionem.
W 1926 roku biblioteka zakupiła zbiory księgarza i wydawcy Nikolaia Kymmela (1816–1905), obejmujące 11 tys. tomów, w tym część kolekcji rosyjskiego księgarza Aleksandra Filipowicza Smirdina. W okresie 1939–1940, podczas wysiedleń mniejszości niemieckiej – Niemców bałtyckich, biblioteka przejęła zbiory organizacji niemieckich. W 1940 roku zbiory biblioteczne wynosiły 1,7 miliona tomów.
Po zajęciu Łotwy przez Sowietów w 1940 roku, biblioteka została przekształcona na wzorzec radziecki, uzyskując prawo do otrzymywania egzemplarzy obowiązkowych z całego terenu ZSRR – w krótkim czasie jej zbiory powiększyły się do 2,4 miliona woluminów.
Po zajęciu Łotwy przez Niemcy w 1941 roku, biblioteka została zorganizowana na wzór pruski i przekształcona w Bibliotekę Krajową (łot. Zemes bibliotēka). W obliczu wkroczenia Armii Czerwonej Alfred Rosenberg rozkazał wywiezienie najcenniejszych zbiorów w głąb Niemiec. Większa część tych zbiorów zaginęła, a 27 skrzyń z książkami z Łotwy odnalezionymi w magazynach Niemieckiej Biblioteki Narodowej zostało zwróconych Łotwie w 1992 roku.
Po włączeniu Łotwy w skład ZSRR biblioteka została włączona do radzieckiego systemu bibliotek i działała jako Biblioteka Łotewskiej Socjalistycznej Republiki Radzieckiej. Wiele pozycji w językach obcych i w języku łotewskim zostało usuniętych lub zniszczonych. Gromadzenie zbiorów zostało podporządkowane wytycznym państwa sowieckiego – zaprzestano gromadzenia literatury spoza bloku wschodniego i zerwano kontakty z placówkami zagranicznymi. W 1966 roku biblioteka została nazwana imieniem Vilisa Lācisa – przewodniczącego Rady Komisarzy Ludowych Łotewskiej SRR (1940–1946) i premiera Łotewskiej SRR w latach 1946–1959. Dopiero w okresie Pieriestrojki biblioteka miała więcej swobody decyzyjnej; w 1989 roku wróciła do swojej oryginalnej nazwy.
W 1991 roku, po odzyskaniu przez Łotwę niepodległości, stała się Biblioteką Narodową Łotwy. Otwarto „zbiory specjalne”, przywrócono wolny dostęp do informacji, zapoczątkowano i zintensyfikowano kontakty z placówkami zagranicznymi. W 1995 roku udostępniono dla czytelników Bałtycką Bibliotekę Centralną utworzoną przez Oto Bonga (1918–2006).
W 2014 roku biblioteka przeniosła się do nowoczesnego gmachu nad Dźwiną, zaprojektowanego przez Gunnara Birkertsa i wzniesionego w latach 2008–2014.

## Zbiory
Biblioteka gromadzi książki, periodyki, publikacje elektroniczne i audiowizualne – jej zbiory woluminów obejmują 4,5 miliona egzemplarzy. Głównym celem biblioteki jest gromadzenie i propagowanie zbiorów literatury łotewskiej, materiałów o Łotwie i Łotyszach. Kolekcja Letonica obejmuje ok. 67 tys. pozycji z całego świata.
W bibliotece znajduje się 52 tys. manuskryptów i druków rzadkich, m.in. dzieło Sebastiana Münstera „Cosmographiae...” wydane w Bazylei w 1550 roku, zawierające najstarszy znany tekst w języku łotewskim – „Ojcze nasz” Johanna Hasentödtera, a także najstarszy plan miasta Rygi.